# Demenka Podniestrzańska
Demenka Podniestrzańska (ukr. Дем'янка-Наддністрянська), Demenka Poddniestrzańska – wieś na Ukrainie. Należy do rejonu stryjskiego w obwodzie lwowskim, nad Dniestrem; liczy 200 mieszkańców.
Znajduje tu się towarowa stacja kolejowa Dnistrianśka.
Za II Rzeczypospolitej do 1934 roku wieś stanowiła samodzielną gminę jednostkową w powiecie żydaczowskim w woj. stanisławowskim. W związku z reformą scaleniową została 1 sierpnia 1934 roku włączona do nowo utworzonej wiejskiej gminy zbiorowej gminy Żydaczów w tymże powiecie i województwie. 
W 1945 nacjonaliści ukraińscy z OUN-UPA zamordowali tutaj 4 Polaków i spalili kościół filialny, należący do parafii w Rozdole.
Po wojnie wieś weszła w struktury administracyjne Związku Radzieckiego.